# 阿里奥斯托
阿里奥斯托（Ludovico Ariosto，1474年9月8日—1533年6月6日）意大利文艺复兴时诗人，代表作《疯狂的罗兰》。

## 生平
阿里奥斯托是雷焦艾米利亞一个富裕的贵族家庭的长子。尽管受到良好的人文主义教育，但阿里奥斯托一直未能掌握希腊文。因承担教育弟妹们的义务使他无法如愿全身心地投入学业和诗歌。他自1504年起追随伊波利托枢机（Ippolito d'Este），作为这位公子的使节，曾两次出使儒略二世的教廷。伊波利托后前往匈牙利，阿里奥斯托称病未从，转而事奉枢机的兄弟，费拉拉公爵阿尔方索一世。后者将他委任到偏远而贼寇横行的 Garfagnana 地方。在任期间阿里奥斯托治理成功，三年而退，回到费拉拉与情妇和儿子同享天伦。

## 著作
阿里奥斯托有模仿罗马诗人贺拉斯笔法写成七首《讽刺诗》（1517－1525）。他写作五部喜剧，根据拉丁古典文学但灵感来自当代生活，以俗语模仿拉丁喜剧。其代表作《疯狂的罗兰》是意大利文艺复兴时期重要的文学作品。《疯狂的罗兰》是博亚尔多《热恋的罗兰》（Orlando Innamorato）的续篇，第一版于1516年出版，40歌。其后又不断修改，1532年定稿时共46歌。故事以查理曼与撒拉森人之间的战争为背景，讲述羅蘭迷戀上公主安潔莉卡的劇情。